# يوان وايواي
يوان وايواي (بالصينية: 苑维玮) (25 نوفمبر 1985 الصين - ) هو لاعب كرة قدم صيني.

## وصلات خارجية
يوان وايواي على موقع قاعدة بيانات كرة القدم.إي يو (الإنجليزية)
- يوان وايواي على موقع ناشيونال فوتبول تيمز (الإنجليزية)
- يوان وايواي على موقع أوليمبيديا (الإنجليزية)
- يوان وايواي على موقع اللجنة الأولمبية الصينية (الإنجليزية)